# Artur Jerszow
Artur Stanisławowicz Jerszow (ros. Артур Станиславович Ершов; ur. 7 marca 1990 w Moskwie) – rosyjski kolarz torowy i szosowy, złoty medalista torowych mistrzostw świata i wielokrotny medalista mistrzostw Europy.

## Kariera
Pierwszy sukces w karierze Artur Jerszow osiągnął w 2007 roku, kiedy zdobył złoty medal w indywidualnym wyścigu na dochodzenie podczas torowych mistrzostw Europy juniorów w Chociebużu. Rok później w tej samej kategorii wiekowej wywalczył srebrny medal w drużynie podczas mistrzostw świata. Zdobył także cztery medale torowych mistrzostw Europy w kategorii U-23. W 2012 roku wystartował na mistrzostwach Europy w Poniewieżu, zdobywając złoty medal w drużynowym wyścigu na dochodzenie oraz srebrne w madisonie i omnium. W drużynie zdobywał także srebrny medal na mistrzostwach Europy w Apeldoorn w 2013 roku i brązowy podczas rozgrywanych rok później mistrzostw Europy w Baie-Mahault. Największy sukces osiągnął jednak w 2015 roju, kiedy zwyciężył w wyścigu punktowym na torowych mistrzostwach świata w Paryżu. W zawodach tych wyprzedził bezpośrednio Hiszpana Eloya Teruela i Niemca Maximiliana Beyera. Startuje także w wyścigach szosowych.